# Sinogomphus formosanus
Sinogomphus formosanus – gatunek ważki z rodziny gadziogłówkowatych (Gomphidae). Występuje na Tajwanie.